# Maria Guilhermina Loureiro de Andrade
Maria Guilhermina Loureiro de Andrade (Ouro Preto, 5 de abril de 1842 — Rio de Janeiro, 3 de julho de 1929), foi uma professora brasileira e uma das pioneiras na introdução da metodologia de jardins de infância no Brasil. Filha de João Estanislau Pereira de Andrade, funcionário público, e de Leonor Augusta Loureiro de Andrade, professora pública de primeiras letras, Maria Guilhermina seguiu os passos da mãe na carreira docente.  
Em 1864, fundou com a mãe um colégio para meninas em Vassouras, no Rio de Janeiro, que funcionou até 1868. No ano seguinte, obteve autorização do Conselho Diretor de Instrução da Corte para estabelecer no Rio de Janeiro o Colégio Andrade, oferecendo ensino primário, secundário e disciplinas como francês, inglês, geografia e aritmética. A instituição permaneceu em atividade até 1905, com sedes em diversos bairros cariocas, como os atuais Engenho Novo, Catete e Lapa.  
Em 1883, Maria Guilhermina participou como parecerista da Mesa do Congresso de Instrução do Rio de Janeiro sobre o tema da organização dos jardins da infância no Brasil, ao lado de Joaquim José Menezes Vieira e Joaquim Teixeira de Macedo. No mesmo ano, embarcou para Nova York acompanhada da mãe, onde se matriculou no New York Seminary for Kindergartners with a Model Kindergarten, onde obteve formação no método dos jardins de infância, criado por Friedrich Fröbel, conduzido por Maria Kraus-Boelté (1836-1918) e John Kraus. Maria Guilhermina também frequentou aulas de fisiologia, filosofia e psicologia com Nicholas Murray Butler (1862-1947), Felix Adler (1851-1933) e Samuel Weston em Columbia College.
Ao retornar ao Brasil, em 1888, implantou o primeiro curso particular de formação de jardineiras (professoras de jardins de infância) no país, pautado no modelo teoria e prática, seguindo a abordagem do Seminário do casal Kraus.
Além da sua atuação na educação no Rio de Janeiro, foi convidada para lecionar nas cidades de São Paulo e Belo Horizonte.
Maria Guilhermina faleceu no Rio de Janeiro em 1929, aos 87 anos, deixando um legado significativo na história da educação brasileira. Sua trajetória foi marcada pelo pioneirismo na profissionalização docente feminina e na modernização do ensino infantil no país, influenciando gerações de educadoras.